# Heterotrichida
Ordre
Les Heterotrichida sont un ordre de Ciliés de la classe des Heterotrichea.

## Liste des familles
Selon GBIF (25 octobre 2022) :
- Balantidiidae
- Blepharismidae
- Caenomorphidae
- Chattonidiidae
- Clevelandellidae
- Climacostomidae
- Conchophthiridae
- Conchophyllidae
- Condylostomatidae
- Folliculinidae
- Gullmarellidae
- Inferostomatidae
- Maristentoridae
- Metopidae
- Nathellidae
- Nyctotheridae
- Peniculistomatidae
- Reichenowellidae
- Sicuophoridae
- Sicuphoridae
- Spirostomidae
- Stentoridae

Selon le World Register of Marine Species (25 octobre 2022) :
- Blepharismidae Jankowksi in Small & Lynn, 1985
- Climacostomidae Repak, 1972
- Condylostomatidae Kahl in Doflein & Reichenow, 1929
- Folliculinidae Dons, 1914
- Maristentoridae Miao, Simpson, Fu & Lobban, 2005
- Peritromidae Stein, 1867
- Spirostomidae Stein, 1867
- Stentoridae Carus, 1863

## Systématique
Le nom valide de ce taxon est Heterotrichida Stein, 1859.